# EC 1.5.1
La EC 1.5.1 è una sotto-sottoclasse della classificazione EC relativa agli enzimi. Si tratta di una sottoclasse delle ossidoreduttasi che include enzimi che agiscono su donatori di elettroni contenenti ammine secondarie, con accettori di tipo NAD+ o NADP+.

## Enzimi appartenenti alla sotto-sottoclasse
| numero EC   | nome accettato                                          |
| ----------- | ------------------------------------------------------- |
| EC 1.5.1.1  | pirrolina-2-carbossilato reduttasi                      |
| EC 1.5.1.2  | pirrolina-5-carbossilato reduttasi                      |
| EC 1.5.1.3  | diidrofolato reduttasi                                  |
| EC 1.5.1.5  | metilenetetraidrofolato deidrogenasi (NADP+)            |
| EC 1.5.1.6  | formiltetraidrofolato deidrogenasi                      |
| EC 1.5.1.7  | saccaropina deidrogenasi (NAD+, formante L-lisina)      |
| EC 1.5.1.8  | saccaropina deidrogenasi (NADP+, formante L-lisina)     |
| EC 1.5.1.9  | saccaropina deidrogenasi (NAD+, formante L-glutammato)  |
| EC 1.5.1.10 | saccaropina deidrogenasi (NADP+, formante L-glutammato) |
| EC 1.5.1.11 | D-ottopina deidrogenasi                                 |
| EC 1.5.1.12 | 1-pirrolina-5-carbossilato deidrogenasi                 |
| EC 1.5.1.15 | metilenetetraidrofolato deidrogenasi (NAD+)             |
| EC 1.5.1.16 | D-lisopina deidrogenasi                                 |
| EC 1.5.1.17 | alanopina deidrogenasi                                  |
| EC 1.5.1.18 | efedrina deidrogenasi                                   |
| EC 1.5.1.19 | D-nopalina deidrogenasi                                 |
| EC 1.5.1.20 | metilenetetraidrofolato reduttasi (NAD(P)H)             |
| EC 1.5.1.21 | delta1-piperideina-2-carbossilato reduttasi             |
| EC 1.5.1.22 | strombina deidrogenasi                                  |
| EC 1.5.1.23 | tauropina deidrogenasi                                  |
| EC 1.5.1.24 | N5-(carbossietil)ornitina sintasi                       |
| EC 1.5.1.25 | tiomorfolina-carbossilato deidrogenasi                  |
| EC 1.5.1.26 | beta-alanopina deidrogenasi                             |
| EC 1.5.1.27 | 1,2-deidroreticulinium reduttasi (NADPH)                |
| EC 1.5.1.28 | opina deidrogenasi                                      |
| EC 1.5.1.29 | FMN reduttasi                                           |
| EC 1.5.1.30 | flavina reduttasi                                       |
| EC 1.5.1.31 | berberina reduttasi                                     |
| EC 1.5.1.32 | vomilenina reduttasi                                    |
| EC 1.5.1.33 | pteridina reduttasi                                     |
| EC 1.5.1.34 | 6,7-diidropteridina reduttasi                           |